# محل تماس غشایی
محل‌های تماس غشایی (انگلیسی: Membrane contact site؛ MCS) موقعیت‌های نزدیک میان دو اندامک هستند. بررسی‌های فراساختاری نشان می‌دهند که معمولاً فاصله‌ای میان غشاها به اندازه یک پروتئین ۱۰ نانومتری یا بیشتر، وجود دارد. این مناطق در طول تکامل بسیار از تحول محافظت شده‌اند. تصور می‌شود که این محل‌ها برای آسان‌سازی پیام‌رسانی مهم هستند و باعث عبور مولکول‌های کوچک از جمله یون‌ها، چربی ها و (در کشف‌های بعدی) گونه‌های فعال اکسیژن می‌شوند. محل تماس غشایی در عملکرد شبکه آندوپلاسمی تأثیرگذار است، زیرا شبکه آندوپلاسمی مکان اصلی تولید لیپید در سلول است. شبکه آندوپلاسمی با بسیاری از اندامک‌ها از جمله میتوکندری، دستگاه گلژی، اندوزوم، لیزوزوم، پراکسی‌زوم، کلروپلاست و غشای پلاسما تماس نزدیک برقرار می‌کند. میتوکندری و اندوزوم‌های بازیافتی تحت بازآرایی عمده‌ای قرار می‌گیرند که منجر به شکافت در محل تماس آن‌ها با شبکه آندوپلاسمی می‌شود. محل‌های قرارگیری نزدیک همچنین می‌توانند بیشترین ترکیب‌های جفتی میان بیشتر این اندامک‌ها را ایجاد کنند. نخستین اشاره‌ها به این محل‌های تماس غشایی را می‌توان در مقالاتی که در اواخر دهه ۱۹۵۰ منتشر شده‌اند و عمدتاً با استفاده از تکنیک‌های میکروسکوپ الکترونی (EM) تجسم یافته‌اند، یافت. کوپلند و دالتون آن‌ها را به عنوان «شکل لوله‌ای بسیار تخصصی شبکه آندوپلاسمی در ارتباط با میتوکندری و ظاهراً به نوبه خود با مرز عروقی سلول» توصیف کردند.